# Kuifhyacint
De kuifhyacint (Leopoldia comosa, synoniem: Muscari comosum) is een bolgewas uit de aspergefamilie (Asparagaceae). De plant wordt 10-50 cm hoog. De plant heeft drie tot vijf grondstandige, 7-40 cm lange, lintvormige, vaak neergebogen bladeren die naar het einde toe geleidelijk versmallen en in het midden een sleuf hebben.
De plant bloeit van april tot juli. De bloemen groeien in lange, kegelvormige tot cilindrische, relatief losse trossen. Alleen de onderste bloemen zijn vruchtbaar. Deze zijn bruin, 5-10 mm lang, langwerpig-kruikvormig, los en horizontaal afstaand. De bovenste bloemen zijn onvruchtbaar, kleiner en helder paarsblauw. Ze vormen tezamen een kuif en staan op langere, bochtig opwaarts geplaatste steeltjes. De vruchten zijn driekantige, haast drievleugelige, tot 1,5 cm lange doosvruchten.
De soort komt oorspronkelijk voor in Spanje, Frankrijk, Midden-Europa, Zuid-Rusland, het Middellandse Zeegebied en Voor-Azië. De soort groeit in braak- en cultuurland, ruige bermen, langs duinstruikgewas op droge voedingsarme gronden en in garrigues.
De kuifhyacint komt tevens in cultuur voor. Er bestaan ook cultivars met uitsluitend onvruchtbare bloemen.
De Oude Grieken beschouwden de kuifhyacint als een voedzame plant. De medicus Galenus meldt ons bovendien dat de kuifhyacint een zeer geschikt afrodisiacum is.